# 克丽丝蒂·穆尔
克丽丝蒂·穆尔（英語：Kristie Moore，1979年4月22日—），加拿大女子冰壶运动员。她曾以替补身份代表加拿大参加2010年冬季奥林匹克运动会女子冰壶比赛，获得一枚银牌。